# Símbols d'Aielo de Rugat
L'escut i la bandera d'Aielo de Rugat són els símbols representatius del municipi valencià d'Aielo de Rugat (la Vall d'Albaida).

## Escut heràldic
L'escut oficial d'Aielo de Rugat té el següent blasonament:
| « | Escut quadrilong de punta redona. En camper d'atzur, una torre d'or maçonada de sable i aclarida d'atzur, acostada de dues argelagues d'argent. Al cap, sobre la torre, una estrella d'argent de vuit puntes. Per timbre, una corona reial oberta. | » |

## Bandera
La bandera oficial d'Aielo de Rugat té la següent descripció:
| « | Bandera de proporcions 2:3. De blau, una torre groga, maçonada de negre i aclarida d'atzur, acostada de dues argelagues de blanc o gris perla. La torre sobremuntada d'una estrella de blanc o gris perla, de vuit puntes. | » |

## Història
L'escut fou aprovat per Resolució de 6 de febrer de 2003, del conseller de Justícia i Administracions Públiques, publicada en el DOGV núm. 4.461, de 17 de març de 2003.
La bandera fou aprovada per Resolució d'1 de juny de 2015, del conseller de Presidència i Agricultura, Pesca, Alimentació i Aigua, publicada en el DOCV núm. 7.552, de 19 de juny de 2015.
La torre és un element al·lusiu al castell de Rugat, amb les argelagues com a senyal parlant referent al nom del poble. L'estrella de vuit puntes és l'emblema de la Verge Maria, relatiu a la patrona de la localitat, la Mare de Déu de l'Assumpció.